# Lagunas (Oaxaca)
Lagunas es una localidad en el sur del estado de Oaxaca, México. Está situada en la región del istmo de Tehuantepec y pertenece al municipio de El Barrio de la Soledad. Su población es de 372 habitantes, esto después de separarse la Colonia Progreso en 2010. Colinda al norte con la ciudad de Matías Romero, al sur de Almoloya y al oeste con El Barrio de la Soledad.

## Información en general
Lagunas, Oaxaca, es una localidad pequeña pero importante en el desarrollo de la región, como de los pueblos aledaños, La Sociedad Cooperativa Manufacturera de Cemento Portland La Cruz Azul S.C.L, es la empresa principal en la economía. La Cooperativa se estableció en la región del Istmo de Tehuantepec, previos estudios y empezó a tener con ello, vida en la comunidad. Nada más había dos chocitas y claro, una estación de ferrocarril, La Estación Lagunas y eso sirvió para que visionaran que había la posibilidad de elaborar el cemento de La Cruz Azul y así es como nació esta fábrica el 2 de noviembre de 1942. El primer cargamento que salió de aquí, fueron cien toneladas a la Casa Castellanos en Coatzacoalcos.
La sociedad está conformada en su mayoría por socios de la Cooperativa Cruz Azul, por lo cual se da una convivencia cordial y de amistad sincera.
Al ser un pueblo que cuenta con una sociedad cooperativa, se fomenta e impulsa a la comunidad: la educación ambiental, la práctica de los valores, la convivencia familiar, los deportes y la cultura. Esto se lleva a cabo con muchas actividades recreativas que se van organizando cada mes, por ejemplo: Funciones de cine, un día sin auto, eventos culturales y con las distintas clases ya sea de danza, música, pintura, fútbol entre otros deportes.

### Población económicamente activa por sector
| Primario (Agricultura, ganadería, caza y pesca)                                      | 17% |            |  |
| Secundario (Minería, petróleo, industria manufacturera, construcción y electricidad) | 36% |            |  |
| Terciario (Comercio, turismo y servicios)                                            | 43% |            |  |
| Otros                                                                                | 4%  | Total 100% |  |

## Agricultura
La población que se dedica a la agricultura, producen maíz y en menor escala frijol, tomate y ajonjolí, generalmente los cultivos son de temporal. Únicamente en la congregación de Almoloya existe un sistema de irrigación que permite el cultivo en temporada de sequías.

## Ganadería
Se practica en pequeña escala la cría de ganado vacuno y ovino debido a la falta de terrenos para el pastoreo.

## Industria de lagunas
La Sociedad Cooperativa Manufacturera de Cemento es la impulsora económica que permite la mejoría social en el municipio de El Barrio de las Soledad y poblaciones aledañas. Existen dos sociedades cooperativas más en la ciudad: Una de ellas se dedica a la explotación, producción y comercialización de piedra, grava triturada, arena y block; conocida como "La Barrio"](Sociedad Cooperativa comunal de producción y explotaciónde recursos naturales El Barrio, S.C.L.) y la otra sociedad se dedica a la prestación de servicios en transporte y maquinaria conocida como "La Istmeña"(Sociedad Cooperativa de Producción y Prestación de Servicios La Istmeña, S.C.L.)
La Cooperativa La Cruz Azul S.C.L. es productora de Cemento gris, Cemento blanco y Cemento mortero.
- El Cemento Gris Cruz Azul que se produce es de Tipo II Modificado CPO 30 R que satisface ampliamente las especificaciones de la Norma Mexicana NMX C-414-ONNCCE y de la Norma Norteamericana ASTM C-150. Es ampliamente usado para la construcción de: losas, trabes, castillos, zapatas, firmes, pisos y en la elaboración de prefabricados como vigueta, bovedilla, vigas pretensadas, tubos de albañal y blocks. Así como en la construcción de puentes, aeropuertos, edificios y conjuntos habitacionales, entre otros.
- El Cemento Blanco Cruz Azul es de Tipo CPO 30 R B satisface ampliamente las especificaciones de la Norma Mexicana NMX C-414-ONNCCE para Cemento Tipo CPO B y la Norma Norteamericana ASTM C-150. El Cemento Blanco Cruz Azul es ampliamente empleado en acabados de casas, escaleras, terrazas, fachadas, etc., además en la fabricación de mosaicos, terrazos y piedra artificial. También es utilizado en la elaboración de monumentos, criptas, como base para la fabricación del pegazulejo y como ingrediente del tirol. Y por último
- El Cemento Mortero Cruz Azul satisface ampliamente la Norma Mexicana NMX-C-021-ONNCCE y la Norma Norteamericana ASTM C-91. El Cemento Mortero Cruz Azul es un producto diseñado para los trabajos de albañilería. El estricto control de calidad a que está sujeto durante su elaboración le brinda al usuario una alta confiabilidad para emplearlo en todas sus obras. Es la mejor opción y su costo resulta menos que el uso de la mezcla de cemento gris y cal. El Mortero Cruz Azul es ideal para pegar piedra, ladrillo, tabique, block, tabicón, celosías, tubo de albañal y sirve para la colocación de azulejos y mosaicos. Por su color permite diseñar acabados aparentes de gran calidad. Está diseñado para las obras que exigen gran durabilidad, adherencia, impermeabilidad y economía.

Cuenta con una empresa de expansión que embotella agua purificada cubriendo el mercado en el municipio del Barrio La Soledad y Matías Romero (Oaxaca).

## Comercio
Lagunas al ser una ciudad joven, no cuenta con un Mercado Local, a cambio de eso se estableció una Sección de Consumo, la cual está abierta al público en general. Cuenta también con Ferreterías, Misceláneas, Estéticas, Tortillerías, Carpinterías, venta de ladrillos, masetas hecho en barro , hospital general, farmacia, planta tratadora de agua, banco, servicio de lavado de autos y boutiques.

## Minería
En el ámbito de la minería, destacan 2 Cooperativas que operan en Lagunas:
- Sociedad Cooperativa comunal de producción y explotación de recursos naturales El Barrio, S.C.L.
- Sociedad Cooperativa de Producción y Prestación de Servicios La Istmeña, S.C.L.

La primera, se dedica a la producción y explotación de recursos naturales, tales como grava triturada para construcción, de 1½" hasta ¾", arena cribada para construcción entre otras cosas. La segunda su principal actividad es de minería, fletes, renta de maquinaria pesada y servicios profesionales.

## Explotación Forestal
Comercialización de maderas de primera para la fabricación de muebles de excelente calidad.

## Educación
En la educación cuenta con 3 Jardines de Niños, 3 Primarias, una Secundaria, una Escuela de nivel medio superior, una guardería con prestaciones por parte del seguro social para madres trabajadoras, una estancia particular para el cuidado de niños de 3 a 5 años, un centro de rehabilitación y educación diferencial.
El Centro Educativo Cruz Azul (C.E.C.A) de Lagunas Oaxaca es una de las instituciones educativas más importantes de la región ya que está incorporado a la UNAM. Además cuenta con coordinación vital para la formación del alumno.
CUDER--Cultura, Deporte y Recreación de Lagunas, Oaxaca, es una excelente opción para los alumnos

## Medio Ambiente
Planta de Tratamientos de Aguas Residuales
En Lagunas Oax. el tratamiento de aguas residual se inició el 4 de enero de 1995, con una planta Aeróbica (reproducción de microorganismos que necesitan oxígeno para sobre vivir) con un caudal de 5 l.p.s
Actualmente se cuenta con una segunda planta de tratamiento, esta es Anaerobia (reproducción de microorganismos que no necesitan oxígeno para sobrevivir). Como resultado, se tiene un caudal de 35 l.p.s entre las dos plantas, en las cuales se ha logrado una calidad del 97.3% de remoción de partículas de todo el volumen de agua residual recolectada proveniente de casas habitación, comercios e industria Cementera, cuando estas ya han perdido las características que las hacían potables.
El agua residual tratada se utiliza para riego de área verde (de planta y unidad deportiva), terracería, fabricación de material de construcción, enfriamiento de máquinas de barrenación, etc.
- Elimina focos de infección (con sumideros).
- Evita la contaminación de acuíferos (manantiales, nacederos y pozos).
- Mejora las condiciones del entorno natural.

Además cuenta con un grupo de niños entusiastas que forman un grupo llamado: "Los Corazones Verdes" los cuales se encargan de organizar campañas de limpieza, musicales sobre el cuidado del medio ambiente y conferencias

## Deportes
Lagunas, se tiene una amplia cultura del deporte, por lo que se cuenta con el Club Deportivo Cruz Azul A.C., el cual cuenta con 7 canchas de fútbol, 1 de basquetbol, 1 parque de béisbol, 2 de softbol, 2 canchas de tenis, 2 canchas de frontenis, 1 de cricket, 1 alberca semi-olímpica, gimnasio, sala de aerobics, 4 canchas de voleibol y una pista de 400 m. Cuenta con el equipo de fútbol (Cruz Azul Lagunas)de la Tercera División de México , un equipo representativo de Béisbol, que participa en la Liga Regional Cruz Azul-Istmo con participación de peloteros mexicanos que se encuentran en recesos de la Liga Mexicana de Béisbol, siendo una sucursal de los Diablos Rojos del México. Desde el año de 2006 no se realiza, por problemas económicos de algunos equipos que la integran. También el baloncestista semi profesional Rafael Fuentes Cuevas originario de Lagunas, Oaxaca juega en el campo deportivo cada que visita la ciudad.

## Días festivos
El día 8 de diciembre se celebran las mañanitas a la Virgen de Juquila y el 9 de diciembre la tradicional lavada de ollas en la calle 25 de diciembre al lado del jardín de niños
"Guillermo Álvarez"
En diciembre, del 10 al 13, son las fiestas tradicionales en Lagunas.
Las fiestas tradicionales se realizan en tres momentos bien definidos: antes del día de la celebración, El día principal de la celebración (Calenda), Después del día de la celebración(Lavada de Olla).
Generalmente todas las fiestas de Lagunas se celebran así:
- Paseo del Toro (10 de diciembre)

Consiste en la liberación de un toro en las principales calles de la comunidad, donde también existe un encabezado, y al ritmo de una banda regional y los participantes, se burla al toro.
- Primer día (11 de diciembre)

De festejo en la casa del mayordomo se reúnen las gentes para ayudarlos en los preparativos de la comida en la construcción y adorno de la enramada.
Los representantes de la mayordomía son los que encabezan el paseo con el toro, con sus invitados se reúnen en su domicilio particular y después salen a pasear el toro por las principales calles de la población, toro que al final será sacrificado para darle de comer a los invitados que llegan a la casa del mayordomo.
En el domicilio del encabezado de la calenda, llegan los representantes de las agencias, y ya reunidos como a las siete de la noche salen a recorrer las principales calles, para terminar frente a la iglesia quemando los juegos pirotécnicos toritos y castillo, bombas y cohetes acompañando siempre de las notas musicales de una banda de música.
- Segundo día (12 de diciembre)

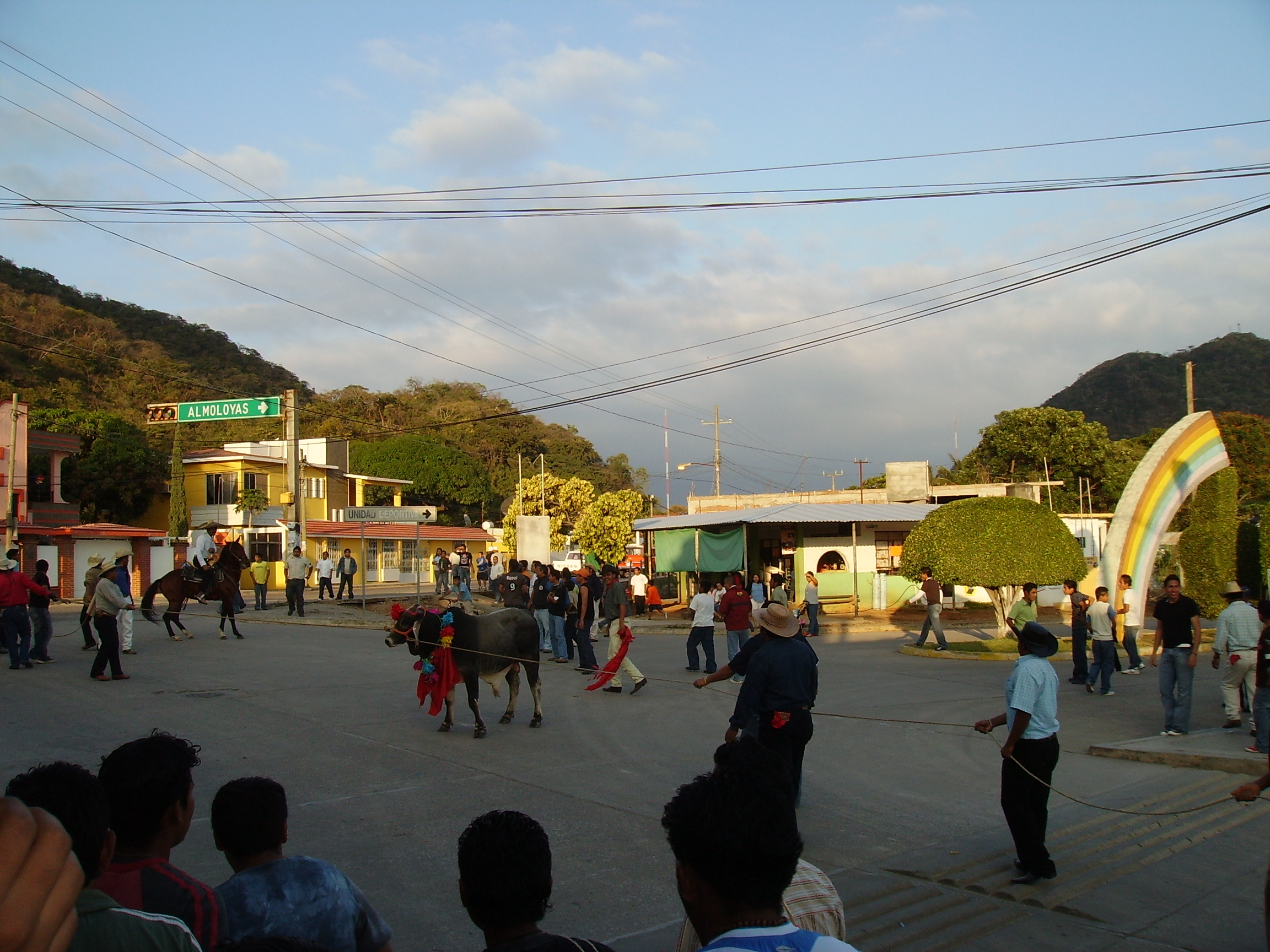
Tradicional Calenda del 12 de diciembre

En la madrugada, se dan las mañanitas a la Virgen de Gualalupe con la banda de música y el tronido de los cohetes.
A las 10 de la mañana se celebra la solemne misa, después marchan hacia la casa del mayordomo donde disfrutan de un banquete, consiste en un platillo de horneado de res.
Como a las cuatro de la tarde comienzan a llegar los encabezados de Xicalpextle de las diferentes comunidades a la casa de la capitana que una vez reunidas marchan a la casa del mayordomo. De igual forma y al mismo tiempo, en la casa del capitán de cabalgata de las comunidades y una vez reunidos también parten a la casa del mayordomo.
Como a las tres de la tarde reunidos todos los contingentes, los mayordomos, capitana y capitán de cabalgatas comienzan el recorrido por las principales calles para terminar frente a la iglesia, donde las tehuanas y madrinas de regalo participan en la regada de frutas.
En la noche a partir de las 22 se realiza el baile de gala con los mesures del grupo del momento.
- Tercer día (13 de diciembre)

En el parque municipal llegan los mayordomos, capitanes y capitanas y los encabezados de cerveza y botana de las diferentes comunidades y colonias y así participan en la tradicional lavada de ollas.
- En marzo es la "Semana del Cooperativismo".

## Turismo
- Puedes visitar la Laguna Azul, donde encontrás diferentes especies de animales de la región.  También puedes visitar diferentes balnearios o albercas abiertos al público en general.

- Puedes visitar el campo deportivo Cruz Azul, donde se encuentran canchas deportivas, juegos infantiles y albercas.

- También esta el C.E.C.O.M (Centro Comercial Cruz Azul), dónde se encuentran restaurantes, comida, muebles, ropa, electrónicos entre otros.

- Está la plaza principal de Lagunas en el cual hay figuras de exhibición importantes

- Esta la fábrica de Cemento Cruz Azul planta Lagunas Oaxaca

- Puedes visitar la casa más desordenada del mundo en la calle Iturbide enfrente de la primaria Cruz Azul

## Comunicaciones y Transportes
Lagunas cuenta con una radiodifusora permisionada ubicada en el 103.9 FM, sus siglas XHCA y su nombre "AZUL FM" dicha estación emite su señal 24 horas con 16 efectivas de programación, además cubre parte importante del Istmo de Tehuantepec y partes de Veracruz y Chiapas.
A Lagunas se puede llegar por medio de la Carretera Federal 185 entroncando en el "km 203+700" con la Carretera Estatal de Oaxaca 49. Cuenta con una estación del Ferrocarril Transístmico, una terminal de autobuses ADO (con salidas y llegadas de Ciudad de México , Puebla, Juchitán de Zaragoza, Acayucan y Tuxtla Gutiérrez por las líneas OCC y ADO.)

## Ciudades hermanas
- México: Ciudad Cooperativa Cruz Azul, Hidalgo